# Rolf Milser
Rolf Milser (ur. 28 czerwca 1951 w Bernburgu) – niemiecki sztangista reprezentujący RFN, złoty medalista olimpijski i wielokrotny medalista mistrzostw świata.

## Kariera
Pierwszy sukces w karierze osiągnął w 1974 roku, kiedy zdobył brązowy medal w wadze lekkociężkiej podczas mistrzostw świata w Manili. W zawodach tych wyprzedzili go jedynie Bułgar Trendafił Stojczew i Leif Jenssen z Norwegii. W tej samej kategorii wagowej wystartował także na igrzyskach olimpijskich w Monachium w 1972 roku i rozgrywanych cztery lata później igrzyskach w Montrealu; najpierw zajął siódme miejsce, a następnie nie ukończył rywalizacji.
Od 1977 roku startował w wadze średniociężkiej, zdobywając srebrny medal na mistrzostwach świata w Stuttgarcie. Rozdzielił tam na podium Serhija Połtorackiego z ZSRR i Kubańczyka Alberto Blanco. Wynik ten powtórzył na rozgrywanych dwa lata później mistrzostwach świata w Salonikach, gdzie przegrał tylko z radzieckim sztangistą, Giennadijem Biessonowem. W międzyczasie zdobył też złoty medal podczas mistrzostw świata w Gettysburgu, uzyskując w trójboju 377,5 kg. Zdobył też srebrne medale na mistrzostwach Europy w Stuttgarcie (1977) i mistrzostwach Europy w Havířovie (1978) oraz złoty podczas mistrzostw Europy w Warnie (1979).
Nie wystartował na igrzyskach olimpijskich w Moskwie, na skutek bojkotu ogłoszonego po agresji ZSRR na Afganistan. Na początku lat 80' zmienił kategorię na pierwszą wagę ciężką. Największy sukces w tej kategorii osiągnął w 1984 roku, zdobywając złoty medal na igrzyskach olimpijskich w Los Angeles, pokonując Rumuna Vasile Groapă i Pekkę Niemi z Finlandii. Zdobył równocześnie złoty medal mistrzostw świata.
Pobił dwa rekordy świata.